# Chauvirey-le-Vieil
Chauvirey-le-Vieil is een gemeente in het Franse departement Haute-Saône (regio Bourgogne-Franche-Comté) en telt 32 inwoners (2011). De plaats maakt deel uit van het arrondissement Vesoul.

## Geografie
De oppervlakte van Chauvirey-le-Vieil bedraagt 3,4 km², de bevolkingsdichtheid is dus 9,4 inwoners per km².
De onderstaande kaart toont de ligging van Chauvirey-le-Vieil met de belangrijkste infrastructuur en aangrenzende gemeenten.

## Demografie
Onderstaande figuur toont het verloop van het inwonertal (bron: INSEE-tellingen).